# Rafael Pardo Buelvas
Rafael Pardo Buelvas (Montería, 21 de enero de 1928 - Bogotá, 12 de septiembre de 1978) fue un político colombiano, miembro del Partido Conservador Colombiano, siendo representante del ala laureanista del partido.

## Biografía
Se graduó como abogado de la Universidad Javeriana. Fue gerente de la Caja Agraria, dirigente de la Industria Colombiana de Fertilizantes, para 1966 dirigió la Federación de Algodoneros. Entre 1972 y 1973, presidió la Sociedad de Agricultores de Colombia. Se desempeñó como ministro de agricultura (1974-1976), y como ministro de gobierno (1976-1977) durante el gobierno de Alfonso López Michelsen. Tras el Paro Cívico Nacional de 1977, renunció como ministro de gobierno.

## Asesinato
Fue asesinado en Bogotá, el 12 de septiembre de 1978, por la Autodefensa Obrera (ADO) conformada miembros de una misma familia, justificando su muerte con su actuación durante el Paro Cívico Nacional de 1977. Héctor Fabio Abadía Rey, Alfredo Camelo Franco y Manuel Bautista fueron condenados a trenta y dos años de prisión, de los cuales cumplieron 10 efectivos, fueron puestos en libertad en 1989. Fue asesinado, por dos hombres vestidos como militares mientras hacía ejercicio en una bicicleta estática.